# Galanisz Nikandrosz
Galanisz Nikandrosz (Dunaújváros, 1988. július 24. –) magyar válogatott jégkorongozó.

## Pályafutása
A görög felmenőkkel is bíró Galanisz szülővárosában, a DAB Docler csapatában kezdte pályafutását. A magyar bajnokságban 2006-ban, 18 évesen debütált. 2008 óta a MOL Ligában is szerepel. Bajnoki címet ünnepelhetett a két sorozatban 2013-ban és 2014-ben a dunaújvárosiak csapatkapitányaként, illetve a DVTK Jegesmedvék játékosaként 2016-ban. A 2013-as bajnoki rájátszás gólkirálya.

## Válogatott
A magyar férfi jégkorong-válogatottban 2011-ben mutatkozott be, és részt vett a 2011-es és a 2012-es IIHF divízió I-es jégkorong-világbajnokságon, valamint a 2014-es olimpiai selejtezőn is.